# Montagnes de Brume

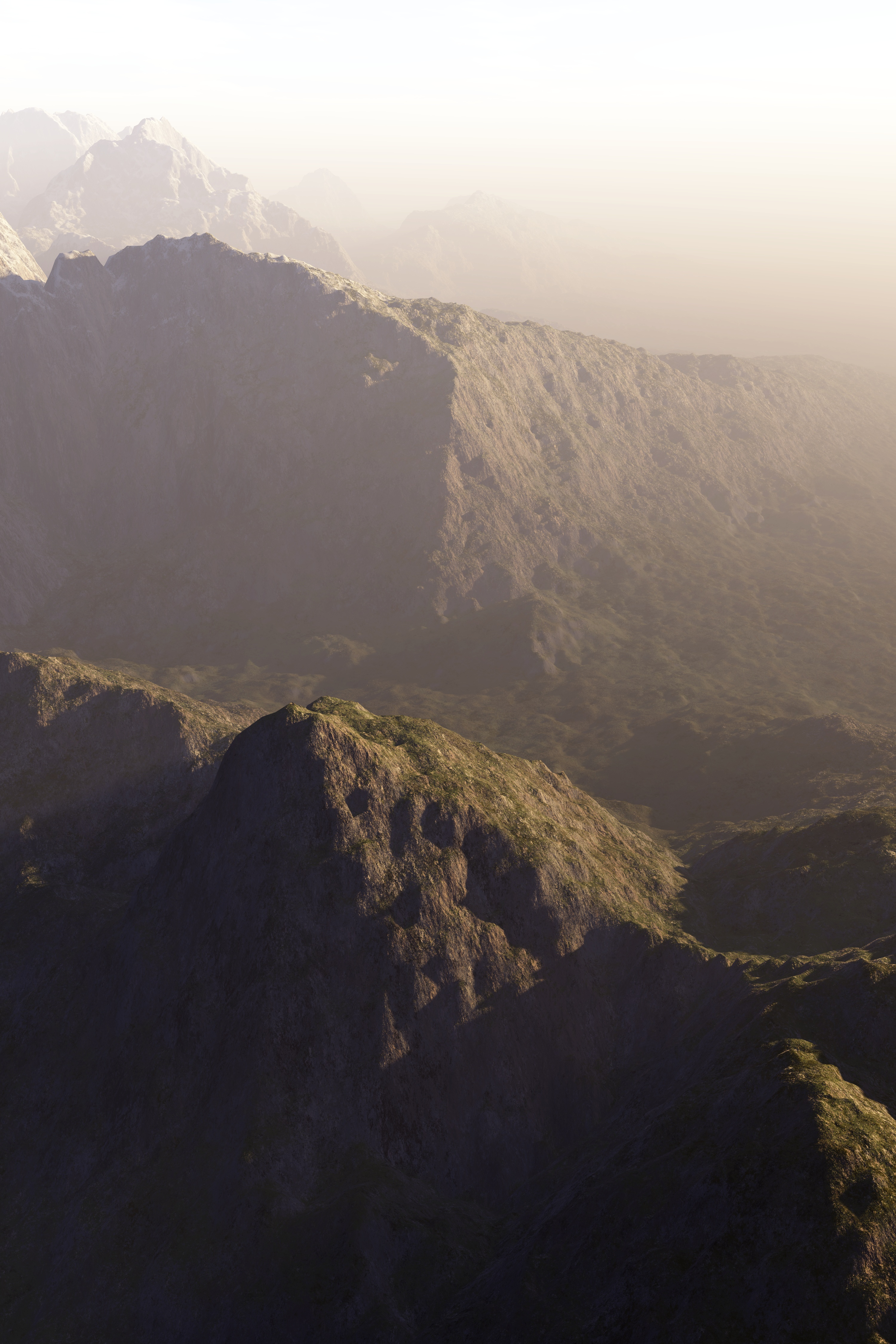
Les Monts Brumeux (vue d'artiste)

Les Monts Brumeux ou Montagnes de Brume (Hithaeglir en sindarin) sont une chaîne de montagnes de la Terre du Milieu dans l'univers de fiction  créé de la main de l'écrivain J. R. R. Tolkien. Ils s’étendent sur 1 280 kilomètres du nord au sud et séparent l’Eriador, à l'ouest, du Rhovanion, à l'est.

## Géographie
Les principaux sommets des Monts Brumeux sont, du nord au sud : 
- le mont Gundabad, où selon la légende s’éveille Durin, l’aîné des sept pères des Nains ;
- le Caradhras, le Celebdil et le Fanuidhol, les trois sommets sous lesquels se trouve la Moria ;
- le Methedras, sommet le plus austral de la chaîne, qui surplombe l’Isengard.

Il est également fait mention du Mont Gram, une montagne peuplée de Gobelins. Sa localisation précise est inconnue mais certains la situent à la limite de la branche nord-ouest des Monts Brumeux qui ferme l'Angmar au sud, au nord des Landes d'Etten ou bien comme une seconde dénomination du mont Gundabad. En l'an 2747 du Troisième Âge les Gobelins du Mont Gram firent un raid sur la Comté menés par leur chef Golfimbul qui se solda par leur défaite à la Bataille des Champs Verts.
Plusieurs cols permettent de traverser les Monts Brumeux :
- le Haut Col, non loin de Fondcombe, emprunté par Bilbon Sacquet et les Nains de Thorin ;
- un col non nommé à la source de la rivière aux Iris ;
- le col du Caradhras, que tente d’emprunter la Communauté de l’Anneau.

Aragorn précise, dans Le Seigneur des anneaux, qu'il n’existe aucun moyen de franchir les monts Brumeux au sud du Caradhras, excepté bien sûr la Trouée du Rohan.

### Le Mont Gundabad
Son nom original, Gundubanad en khuzdul, signifie: « caverne capitale ». Plus tard, lors de la conquête par les Orques, son nom fut changé en Gundabad.
Située à la jonction des Monts Brumeux, des Monts d'Angmar et des Montagnes Grises, la Montagne, telle que symbolisée sur la carte de Tolkien, semble comporter trois grands sommets. Au Premier Âge, Durin, le père des Nains et l'aîné des 7 Pères des Nains, s'y éveilla, puis partit à la recherche d'une patrie. On sait qu'à cette époque le mont servait de cité aux Nains « Longbeard » (Longues-barbes).
Au milieu du Deuxième Âge, des Orques envahirent Gundabad et en firent leur patrie. On y fait référence plus tard comme patrie des Orques et Gobelins des Monts Brumeux. Le Mont est assurément percé de galeries tortueuses, de salles, de cavernes et de forts grouillants de créatures malveillantes. Pendant l'aventure de Bilbo, Gandalf craint de passer par le Nord de la Forêt Noire à cause des Gobelins dans les Monts Brumeux et Montagnes Grises.

## Histoire
Les Monts Brumeux sont élevés par Melkor afin de gêner le Vala Oromë, qui se rend fréquemment en Terre du Milieu ; il est probable que son but est également de retarder autant que possible la découverte des Elfes par celui-ci. Les Eldar doivent franchir ces montagnes lors de leur longue marche vers le Valinor, et il est possible que des Elfes soient morts durant cette traversée. Vers la même période, Durin s’éveille sous le mont Gundabad et fonde la grande cité souterraine de Khazad-dûm, qui contrôle à son apogée tout le versant oriental des Monts.
Au Troisième Âge, les Monts sont occupés à plusieurs reprises par les Orques de Sauron après que les Nains ont dû fuir leur ancienne cité (en l'an 1981). Ils sont le théâtre d'une guerre meurtrière entre Nains et Orques qui dure de 2793 à 2799.